# كاثرين موتشيت
كاثرين موتشيت (بالفرنسية: Catherine Mouchet)‏ هي ممثلة فرنسية، ولدت في 21 أغسطس 1959 بباريس في فرنسا. درست معهد في  باريس للموسيقى. بدأت مشوارها الفني عام 1986.

## جوائز
- جائزة سيزار لأفضل ممثلة مساعدة

- جائزة رومي شنايدر [الإنجليزية]‏ (1987)

## بعض أعمالها

### في أفلام
| السنة | أعمال          | الدور/الوظيفة      |
| ----- | -------------- | ------------------ |
| 2019  | الخاصين        |                    |
| 2017  | التبادل الملكي | السيدة دي فينتادور |
| 2016  | الملاك السام   | آن جيجافو          |
| 2011  | الراهب         | إلفاير             |
| 2010  | دوما الأخرى    |                    |

## وصلات خارجية
- كاثرين موتشيت على موقع IMDb (الإنجليزية)
- كاثرين موتشيت على موقع ألو سيني (الفرنسية)
- كاثرين موتشيت على موقع أول موفي (الإنجليزية)
- كاثرين موتشيت على موقع قاعدة بيانات الأفلام السويدية (السويدية)
- كاثرين موتشيت على موقع قاعدة بيانات الفيلم (الإنجليزية)
- كاثرين موتشيت على موقع كينوبويسك (الروسية)